# Pato-real
O pato-real ou marreco-selvagem (Anas platyrhynchos) é uma ave anseriforme que habita áreas temperadas e subtropicais da América do Norte, Europa e Ásia. A espécie tem forte dimorfismo sexual, tendo os machos uma cabeça de cor verde iridescente e asas e barriga cinzenta, enquanto que as fêmeas têm uma plumagem castanha salpicada. É o antecessor da maioria dos patos domesticados atuais. Sendo uma espécie migratória, frequenta também as regiões da América Central e Caraíbas e foi introduzido em várias regiões, desde a Austrália e Nova Zelândia até países da América do Sul (entre os quais o Brasil). Em Curitiba, no Paraná, registrou-se um exemplar híbrido de Anas platyrhynchos x Anas bahamensis, encontrado no Zoológico Municipal do Iguaçu em 2007.
Os indivíduos do sexo masculino possuem uma cabeça verde e anel branco no pescoço e asas, enquanto que as fêmeas possuem sobretudo plumagem de cor acastanhada. Também é possível observar em ambos os sexos um espelho alar, frequentemente de cor azul nos machos. Vivem em zonas húmidas e são omnívoros, alimentando-se de plantas aquáticas e pequenos animais. Por serem animais sociais, unem-se em bandos de tamanho variável.

## Descrição
O pato-real é uma espécie anseriforme de médio porte que é um pouco mais pesada que os outros de sua subfamília Anatinae. Essa ave mede de 50 até 65 cm de comprimento, com sua cabeça contribuindo para um terço desse valor, possuindo uma envergadura no intervalo de 81 a 98 cm e pesando também de 700 gramas até 1,6 kg. A corda máxima do animal mede de 25,7 até 30,6 cm, com o bico se estendendo de 4,4 até 6,1 cm e a medida do tarso entre 4,1 e 4,8 cm.
O pato-real macho adulto é inconfundível, possuindo uma cabeça cor verde-garrafa e um colarinho branco que separa sua cabeça de seu peitoral marrom arroxeado, suas asas cinzas amarronzadas e seu abdômen cinza pálido. As costas do macho são pretas, com as penas de sua cauda sendo escuras com bordas brancas. O bico do macho possui uma cor amarela alaranjada com toques pretos, com o da fêmea possuindo tons mais escuros, com as cores variando de preto sólido até manchas laranjas e marrons. O pato-real fêmea possui uma aparência salpicada, com cada pena possuindo um contraste considerável entre tons de marrom, variando do marrom sólido escuro até o marrom couro, um padrão de cores que é compartilhado pela maioria dos patos fêmea da subfamília Anatinae, possuindo também bochechas, sobrancelhas, garganta e pescoço de cor marrom couro, possuindo tons mais escuros no topo da cabeça e em listras que passam pelos olhos.

## Distribuição
As populações de pato-real estão amplamente dispersadas pelos dois hemisférios. Na América do Norte é encontrado desde o sul e centro do Alasca até ao México e também no Havaí; na Eurásia, distribui-se pela Islândia e sul da Gronelândia e Marrocos até à Escandinávia, Japão, península Coreana, Austrália e Nova Zelândia. É uma espécie altamente migratória nas regiões setentrionais pelas quais se distribui, migrando para destinos a sul. Na América do Norte, por exemplo, a migração é feita para o México, mas visita também de forma regular as regiões caribenhas e centro-americanas entre setembro e maio.
A espécie está distribuída por uma grande variedade de habitats e climas, desde a tundra ártica até às regiões tropicais. É possível encontrá-la numa multitude de habitats aquáticos de água doce ou salgada, incluindo parques, pequenas lagoas, rios, lagos e estuários, bem como em pequenas enseadas e em zonas de mar aberto que estejam a uma distância visível da costa. Prefere áreas com vegetação aquática de profundidades inferiores a 1 metro, evitando áreas de maior profundidade.

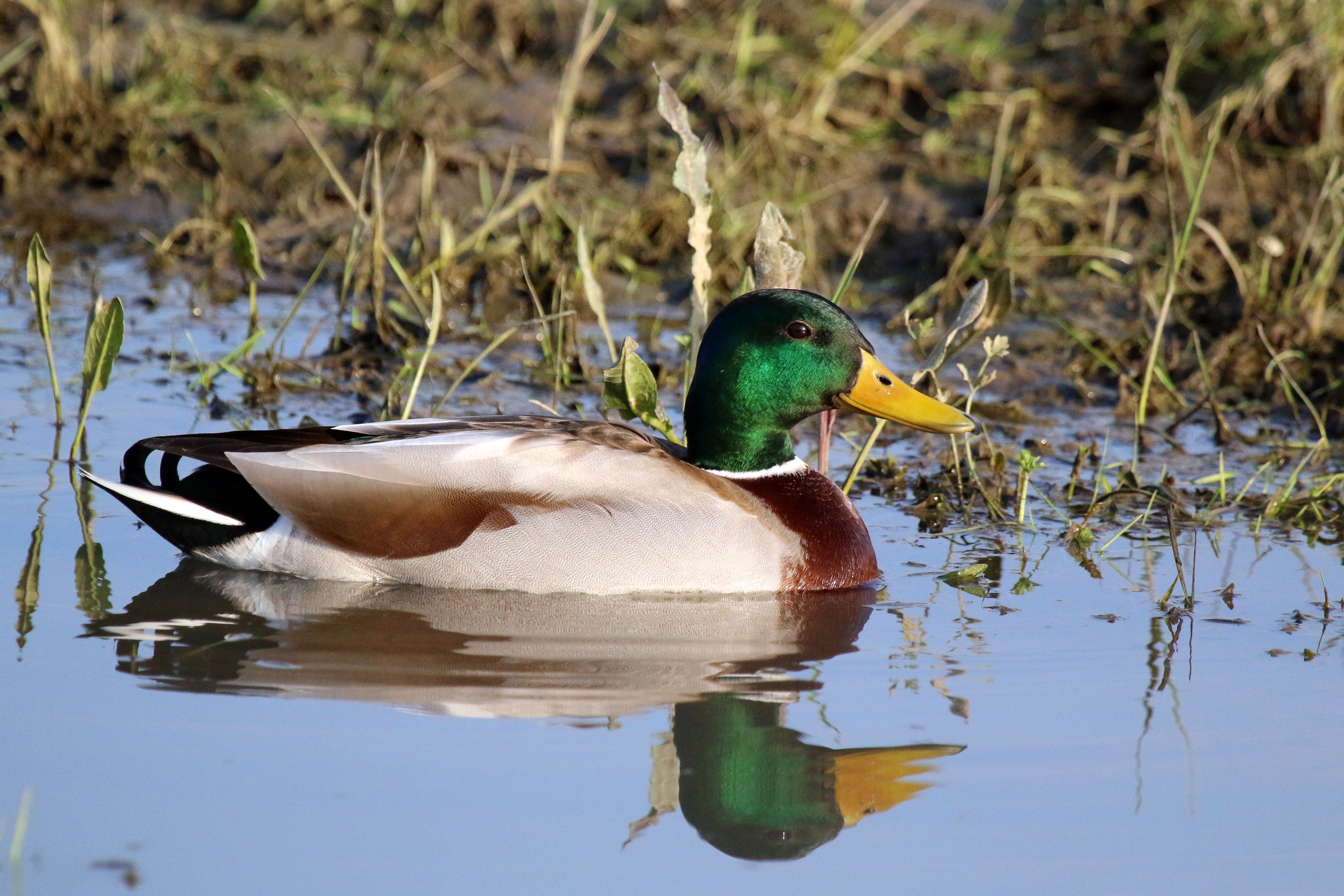
Um macho em meio aquático.
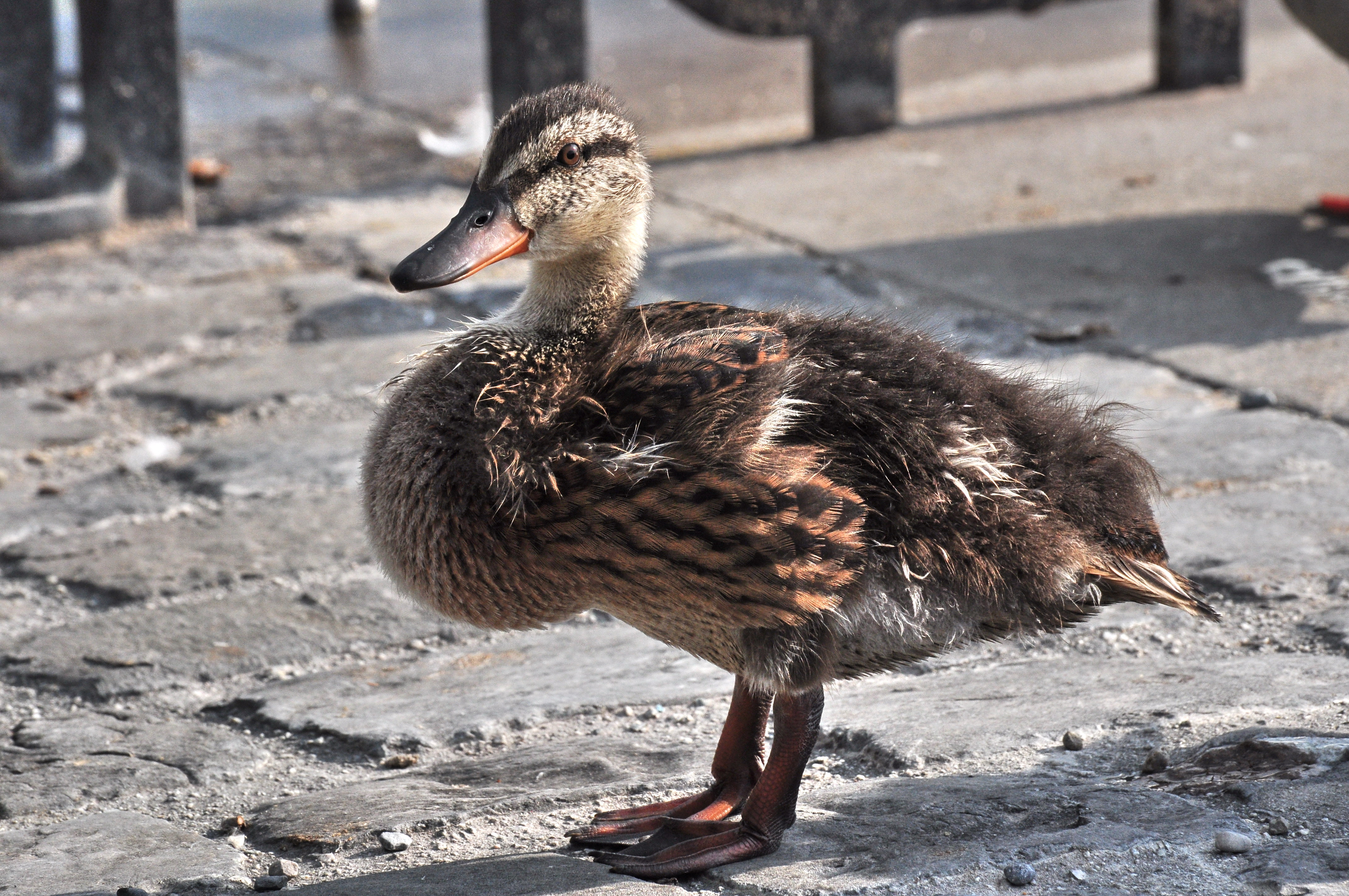
Um juvenil.
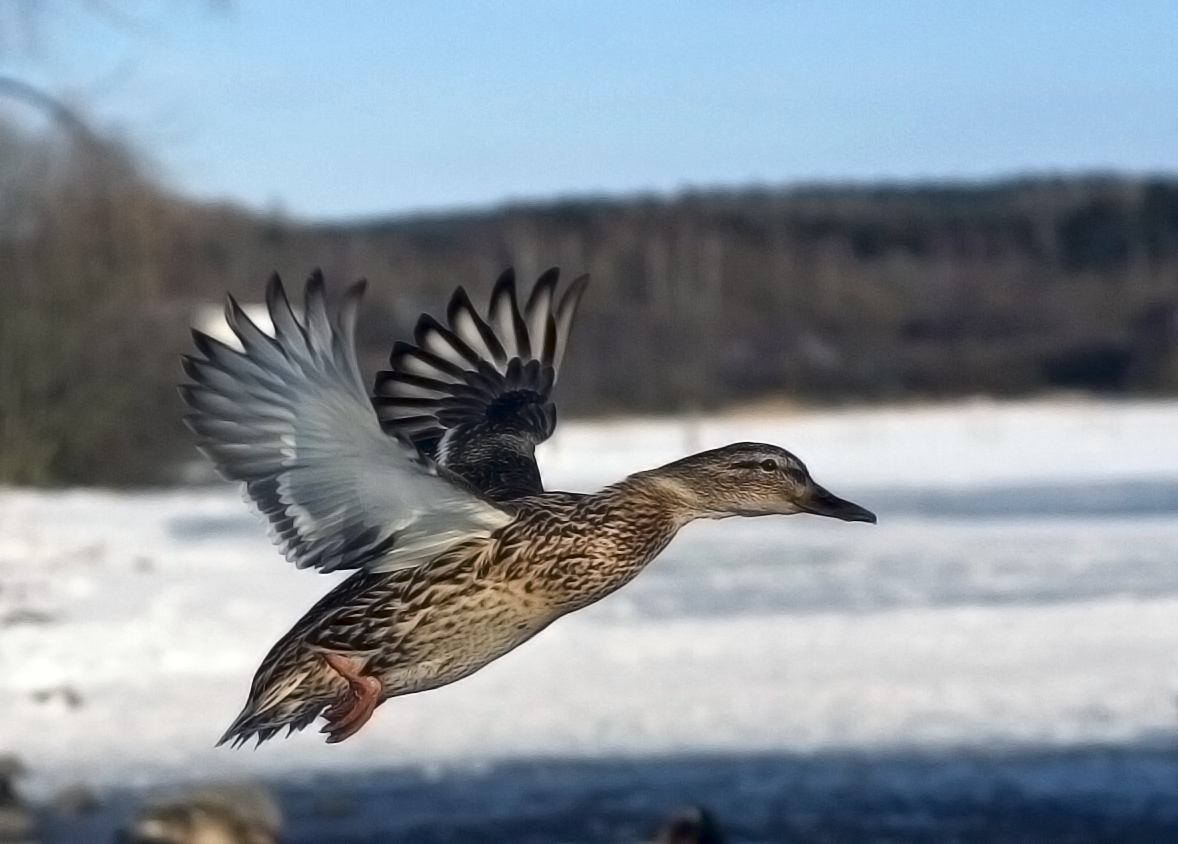
Uma fêmea a levantar voo.
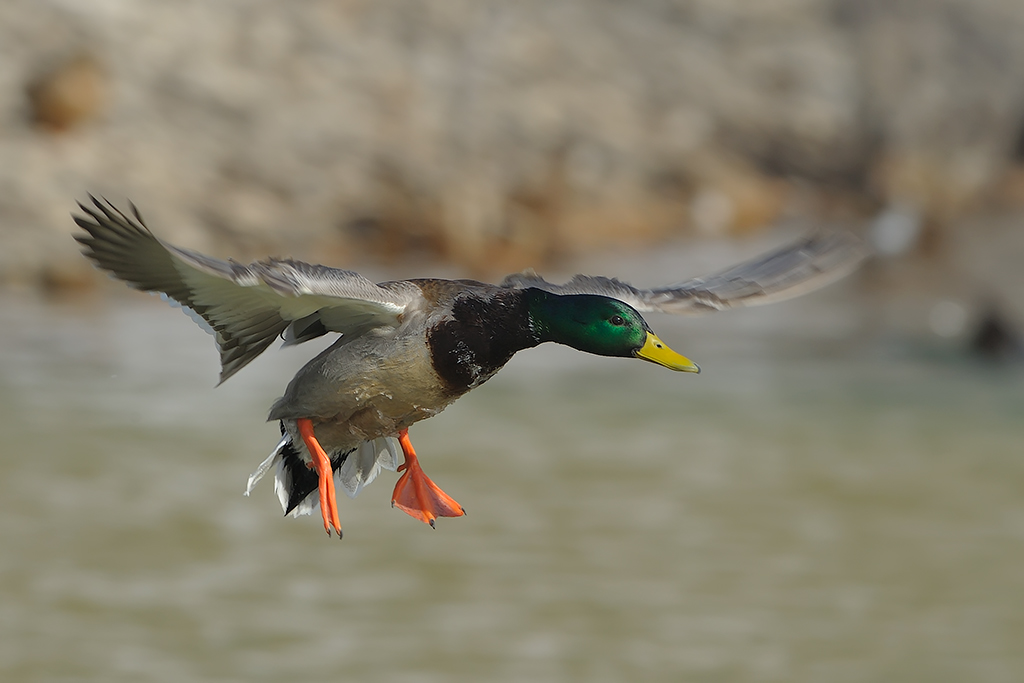
Um pato-real em voo.
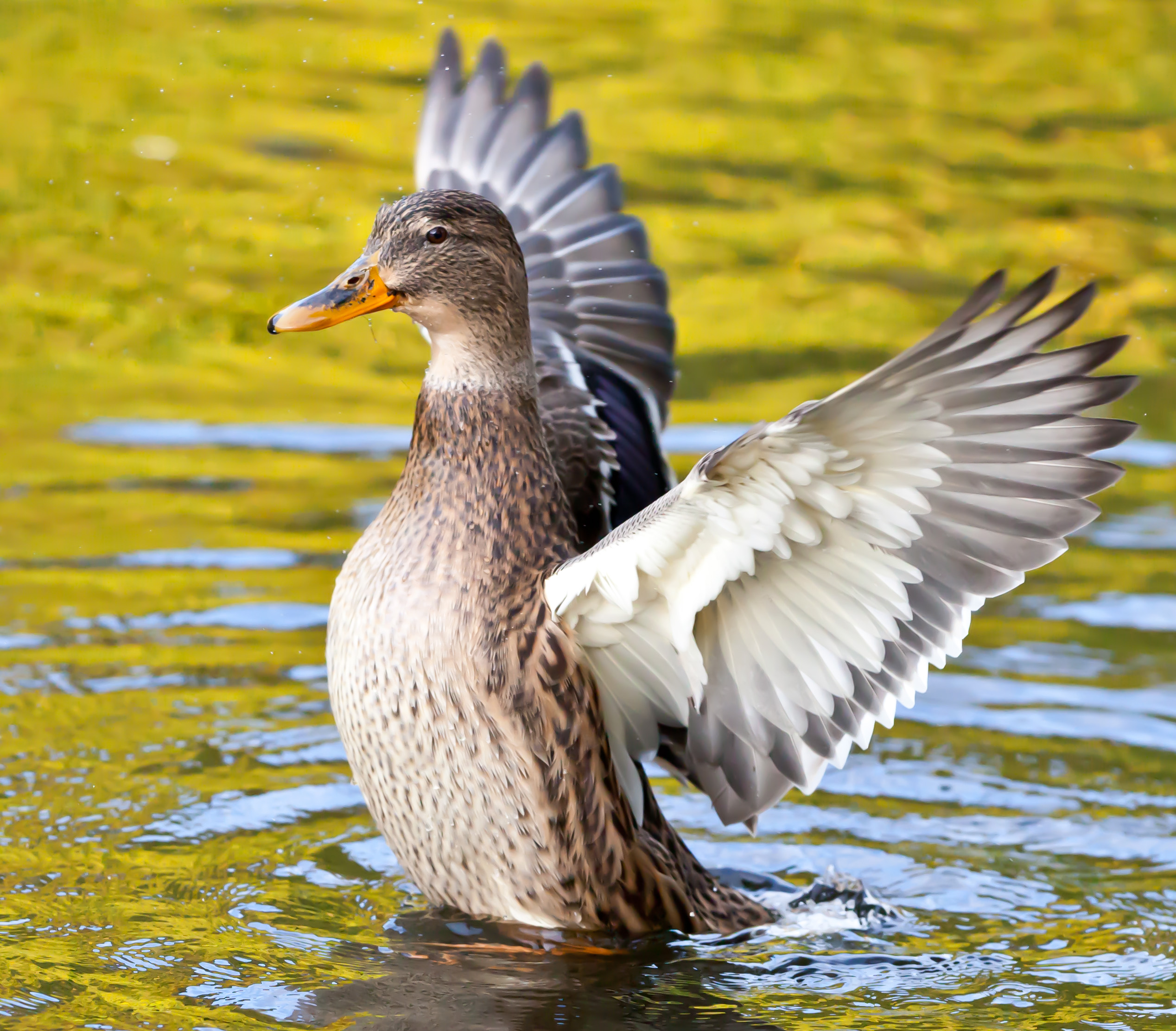
Exemplar de uma fêmea em emplume de migração.
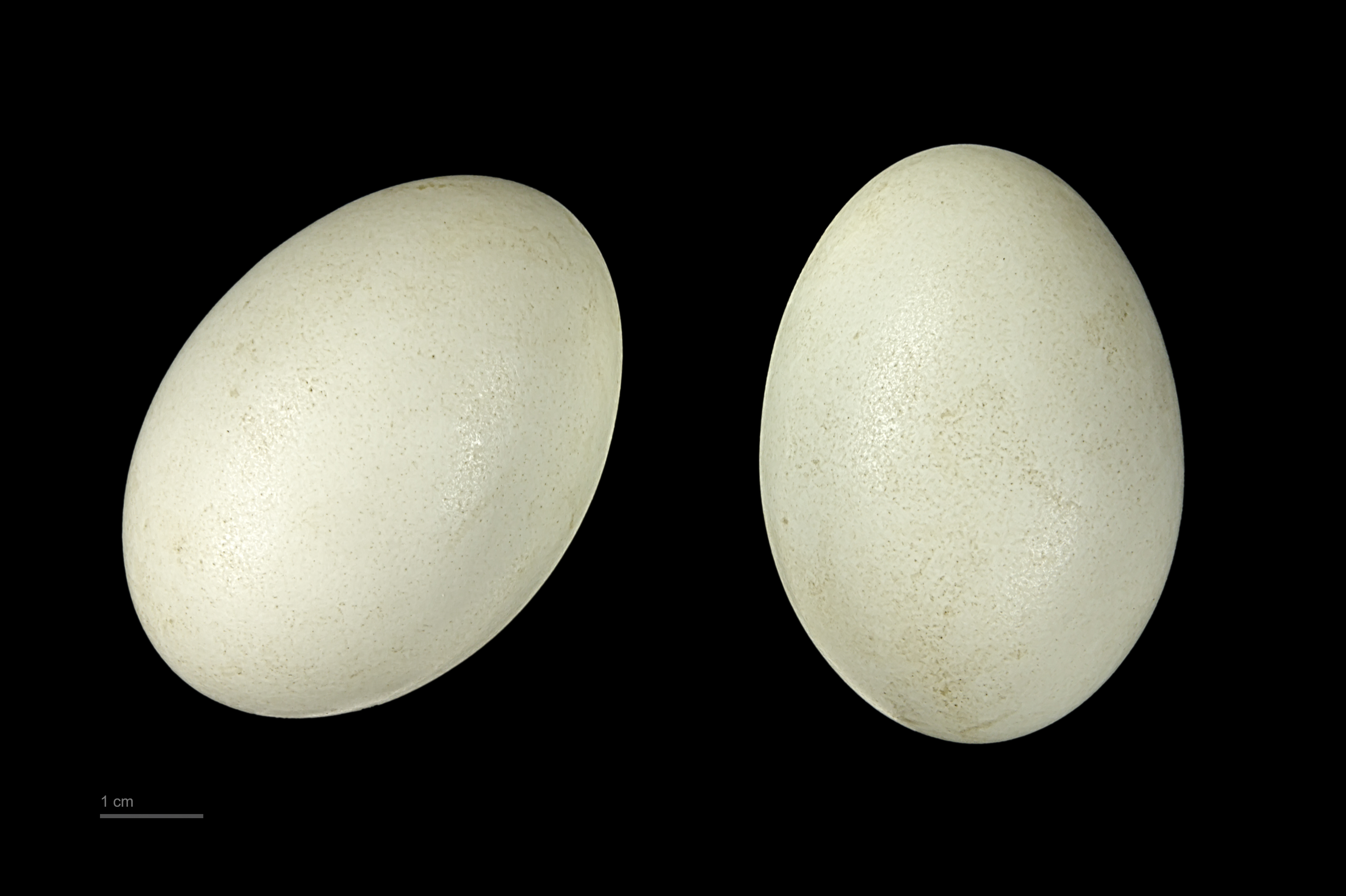
Anas platyrhynchos - MHNT
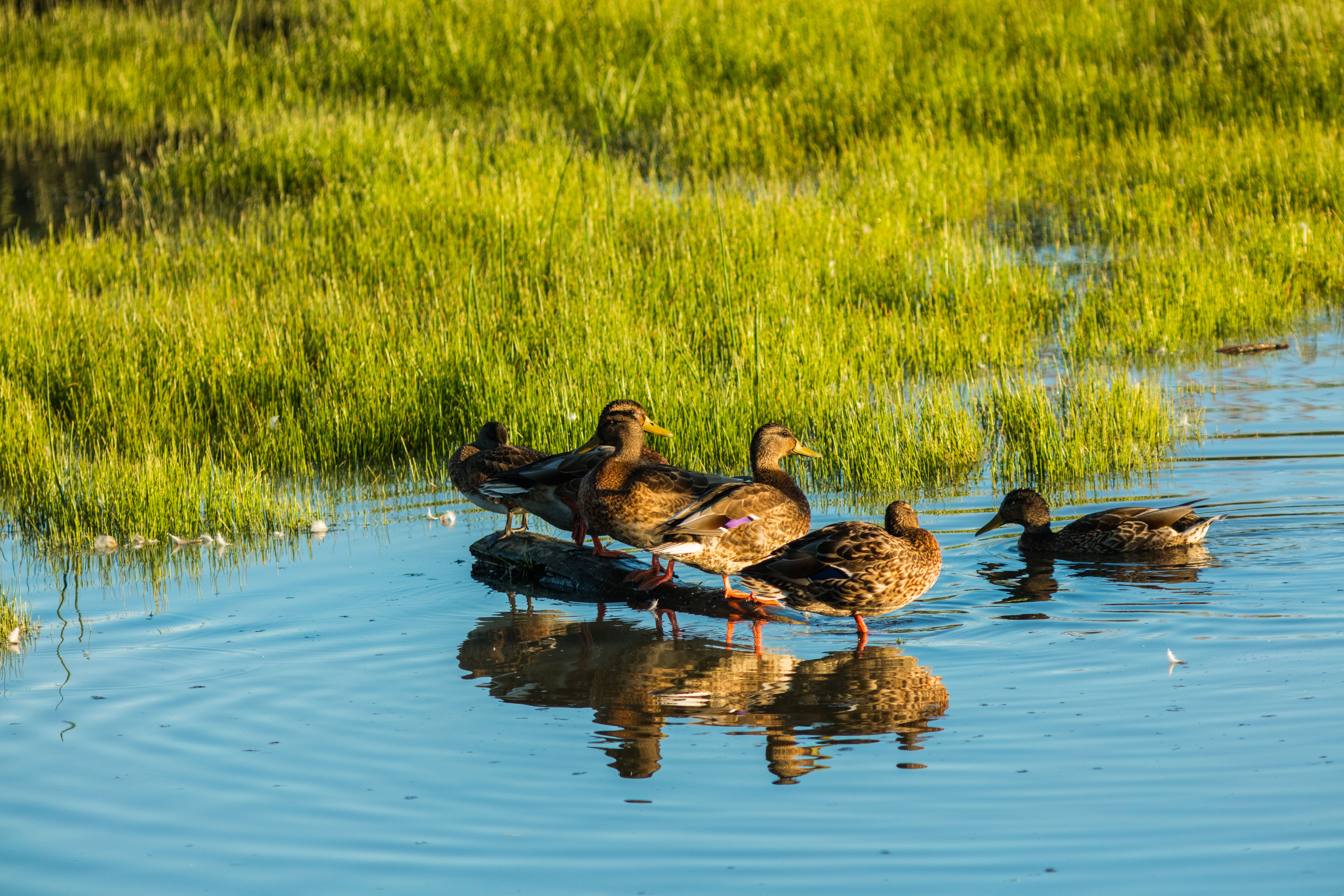
Grupo